# 湛井駅
湛井駅（たたいえき）はかつて岡山県吉備郡総社町井尻野1020番地（現総社市）にあった中国鉄道吉備線（現JR西日本吉備線）の鉄道駅。同線の終点であった。

## 概要
中国鉄道吉備線の開業時に終着駅として設置された。湛井駅近辺は鎌倉時代より高梁川の荷上場が存在しており総社の物流の拠点となっていたが、湛井駅の開業によってそれまでは川舟と荷馬車によって運ばれていた薪炭や木材、備中煙草やこんにゃく、米、麦、吹屋村吉岡鉱山からの銅、ベンガラ、小泉鉱山の鉛といった高梁川流域の生産物は湛井駅を経由し鉄道によって運ばれることとなった。このため湛井駅は長いプラットホームや十数棟の倉庫を備え、高梁、成羽方面の乗合馬車や人力車、高瀬舟が並び、駅周辺は全盛期には60戸が存在していた。しかし、伯備南線が宍粟駅まで延伸したことにより吉備線の終着駅が西総社駅となり、湛井駅は物流拠点としての役割を終えることとなった。

## 歴史
- 1904年（明治37年）11月15日：吉備線 岡山駅-当駅開通時に開業[1]。
- 1925年（大正14年）2月17日[1]：伯備南線（現伯備線）の倉敷駅-宍粟駅（現豪渓駅）開通に合わせて総社駅（現東総社駅）-当駅間・当駅廃止[注釈 1]。

## 周辺
- 高梁川湛井堰：平安時代に作られたとする伝承がある取水堰。現在の堰は当駅廃止後の1965年に完成したものである。